# Vítor Oliveira Jorge
Vítor Manuel Oliveira Jorge (Lisboa, Janeiro de 1948) é um arqueólogo, português, professor aposentado da Faculdade de Letras da Universidade do Porto / Departamento de Ciências e Técnicas do Património. Investigador integrado do Instituto de História Contemporânea da UNL- FCSH desde 2015.  Actual presidente da direção da associação Sociedade Portuguesa de Antropologia e Etnologia, Porto. Membro da Academia Portuguesa da História.

## Carreira
Foi assistente da Universidade de Luanda, de 1973 a 1974. Foi depois assistente e professor da Faculdade de Letras da Universidade do Porto, de 1974 até junho de 2011, data em que se aposentou. Estreou-se literariamente com 39 Poemas Litorais, edição de autor, Sá da Bandeira (actual Lubango, Angola). Participou do Festival RTP da Canção em 1970, como autor (ao lado de Fernando Tordo e Jaime Queimado) de Escrevo às Cidades, interpretada por Ferando Tordo, e Então Dizia-te, com interpretação de Duarte Mendes. Licenciou-se em História na FLUL em 1972 com uma tese sobre Paleolítico antigo e médio do Sul de Portugal. Doutorou-se na FLUP em Pré-história e Arqueologia em outubro de 1982 com uma tese sobre o fenómeno megalítico do Norte de Portugal. Realizou provas públicas de agregação na FLUP e tomou posse como professor catedrático da FLUP em maio de 1990. Em novembro de 2012, a FLUP atribuiu-lhe a sua Medalha de Ouro. Em 2001 a Presidência da República atribui-lhe a distinção de Grande Oficial da Ordem do Mérito.

## Obras
- Numerosos artigos, e alguns livros sobre temas de arqueologia, património e temas afins, tais como:
- Arqueologia, Património e Cultura, Lisboa, Instituto Piaget, 2000 ; 2ª edição, 2007
- Olhar o Mundo como Arqueólogo, Coimbra, Quarteto, 2003
- A Irrequietude das Pedras, Porto, Ed. Afrontamento, 2003
- Vitrinas Muito Iluminadas. Interpelações de um Arqueólogo à Realidade que o Rodeia, Porto, Campo das Letras, 2005
- Fragmentos, Memórias, Incisões, Lisboa, Colibri/IELT, 2006

## Obras poéticas
- Os Ardis da Imagem, Porto, Limiar, 1989. Esgotado.
- Nossa Luminosa Contemporaneidade / Intersecções, 2ª edição, Porto, Fundação Eng. António de Almeida, 1992. Esgotado.
- Sem Outra Protecção Contra a Noite / Poemas Aboboraicos / Poemas para o Côa, Porto, Fundação Eng. António de Almeida, 1996. Esgotado.
- Estrangeira Terra Litoral, Porto, Faculdade de Letras, 1996.
- As Arquitecturas Sazonais, Porto, Campo das Letras, 2003.
- A Suspensão do Mundo, Vila Nova de Gaia, Ed. Ausência, 2003.
- Do meu Seixo Afeiçoado para o talhar de um Biface: a Arte de Fazer um Bico, Ed. Afrontamento, ESGOTADO, 2003.
- Sobre Alguns Reflexos de Lágrimas Paradas a Meio do Rosto, Porto, Ed. Afrontamento, 2004.
- O Feliz Regresso dos Artistas a Casa, Porto, Ed. Afrontamento, 2005.
- Livro de Horas, Iluminado Obliquamente, Chaves, Ed. Tartaruga, 2006.
- Pequeno Livro de Aforismos seguido de Algumas Alumiações, Porto, edição do autor, 2006. Esgotado. Reeditado em 2008 por Edições Sempre a Levá-la de Pé, Maia.
- Total Afloração, Porto, Papiro Editora, 2006.
- Novo Florilégio. Contributos para uma Extática Botânica, Porto, Ed. Afrontamento, 2007
- Pedras Preciosas. Textos de Mineralogia Poética, Porto, Papiro Editora, 2007
- Casa das Máquinas, Porto, Papiro Editora, 2008
- Electri-cidade, Lisboa, Colibri, 2009.